# Kalleby
Kalleby (ältere Schreibweisen: Kallebye und Callebye) ist ein Ortsteil der Gemeinde Steinbergkirche im schleswig-holsteinischen Kreis Schleswig-Flensburg. Im Jahre 2016 zählte Kalleby 181 Einwohner.

## Ortslage
Kalleby liegt im Landschaftsraum Angeln des Schleswig-Holsteinischen Hügellandes, 3 km südlich der Flensburger Förde (Ostsee).

## Geschichte
Funde von Steinwerkzeugen und von Keramik belegen eine Besiedlung im Bereich des heutigen Dorfes Kalleby seit der Steinzeit.
Kalleby wird im Jahre 1435 als „Kalebü“ erstmals urkundlich erwähnt. Einen älteren urkundlichen Beleg für Kalleby glaubte der Historiker August Sach gefunden zu haben. Er identifizierte einen im Jahre 1196 genannten Ort namens „Callebu“ mit „Kalleby ... bei Flensburg im Kirchspiel Quern“. Dem widersprach, indem er auf Widersprüchlichkeiten der Gleichsetzung „Callebu=Kalleby“ durch August Sach hinwies, der Heimatforscher Reimer Hansen. In kirchlicher Hinsicht gehörte Kalleby zum Kirchspiel Quern, administrativ zum Gutsbezirk Nübel.
Ende des 17. / Anfang des 18. Jahrhunderts bestanden in Kalleby (Nübelfeld und Philipsthal wurden damals zu Kalleby mitgerechnet) insgesamt 10 ½ Kirchenbohlen, d. h. Hofstellen, die der Kirche jährliche Abgaben entrichten mussten. Dabei wurden Bauernhöfe, die keine volle Bole bewirtschafteten, sondern nur die Hälfte, als halbe Bohlen gezählt. „Bohle“ war eine in Angeln und anderen Gegenden des Herzogtums Schleswig übliche Bezeichnung für eine Hufe. Mitte des 19. Jahrhunderts vermerkt ein Handbuch des Herzogtums Schleswig für Kalleby „vier Vollhufer, fünf Halbhufer, sieben Kathen, eine Inststelle und ein Wirtshaus“.
1871 wurde Kalleby eine eigenständige Gemeinde. Zur Gemeinde Kalleby gehörten mit Nübelfeld, Nübelmoor und Teile von Tiefengruft.
Nach dem Zweiten Weltkrieg nahm Kalleby – wie die Nachbarorte auch – zahlreiche Heimatvertriebene aus Ostdeutschland auf. Ende 1951 waren von den 5160 Einwohnern im Amtsbezirk Quern-Steinberg 2092 Heimatvertriebene.
Zum 15. Februar 1970 wurde Kalleby nach Quern eingemeindet. Die Gemeinde Quern ging ihrerseits zum 1. März 2013 in der Gemeinde Steinbergkirche auf.

## Einwohnerentwicklung
1885 zählte Kalleby 279 Einwohner, 1910 238 Einwohner und 1939 251 Einwohner.

## Wirtschaft
Kalleby war über Jahrhunderte von der Landwirtschaft geprägt. Von Bedeutung war insbesondere die Viehzucht. Kalleby ist als „Festebauerndorf“ bekannt. In Schleswig waren „Festebauern“ Bauern, die zwar einem Grundherrn „fest“ verbunden waren, jedoch – zumal in Angeln – weit größere Freiheiten und Selbständigkeit genossen als in anderen Gegenden Deutschlands.

## Bildung
Seit etwa 1700 bestand in Kalleby eine einklassige Schule als Nebenschule von Quern, im 19. Jahrhundert „Distriktschule“ genannt. Im Jahre 1900 wurde ein neues Schulgebäude mit einer Klasse errichtet und nach dem Ersten Weltkrieg um einen Klassenraum erweitert. Daraufhin wurde die Kallebyer Distriktschule selbständig. Als zweiklassige Volksschule bestand sie bis zu ihrer Auflösung 1963.

## Verkehr
Kalleby liegt an der Kreisstraße 100 von Nübelfeld nach Friedrichstal.
Anschluss an den Bahnverkehr, und zwar an die Flensburger Kreisbahn, gab es seit 1886 am kaum 1 km entfernten Bahnhof Nübelfeld, wo – wie an vielen kleinen Bahnhöfen – der örtliche Gastwirt als Beamter im Nebendienst den Bahnhofsdienst versah. 1952/1953 wurde die Strecke stillgelegt.

## Sehenswürdigkeiten und Tourismus
In Kalleby gibt es mehrere unter Denkmalschutz stehende Bauernhöfe, darunter die ehemalige Meierei in der Ortsmitte.
Durch Kalleby führt der Fernwanderweg Fördesteig von Flensburg nach Falshöft.

## Persönlichkeiten
- Gustav Paulsen (1876–1955), Landtagsabgeordneter, in Kalleby geboren